# Benjamin Kibebe
Benjamin Kibebe est un footballeur international suédois d'origine éthiopienne, né le 13 août 1981 à Addis-Abeba. Il évolue au poste de défenseur central.

## Palmarès
- FC Nordsjælland
  - Vainqueur de la Coupe du Danemark en 2010.

## Statistiques
| Saison    | Club            | Pays             | Championnat        | Coupes nationales | Coupes d'Europe       | Suède   |
| --------- | --------------- | ---------------- | ------------------ | ----------------- | --------------------- | ------- |
| 2000      | AIK Solna       | Allsvenskan      | 10 matchs          | ?                 | 1 match (C3)          | -       |
| 2001      | AIK Solna       | Allsvenskan      | 24 matchs / 1 but  | ?                 | 1 match (CI)          | 1 match |
| 2002      | AIK Solna       | Allsvenskan      | 11 matchs          | ?                 | 2 matchs (C3)         | -       |
| 2003      | AIK Solna       | Allsvenskan      | 14 matchs / 1 but  | ?                 | 1 match (C3)          | -       |
| 2004      | AIK Solna       | Allsvenskan      | 21 matchs / 1 but  | ?                 | -                     | -       |
| 2005      | Tromsø IL       | Tippeligaen      | 25 matchs / 2 buts | ?                 | 6 matchs / 1 but (C3) | -       |
| 2006      | Tromsø IL       | Tippeligaen      | 21 matchs / 2 buts | ?                 | -                     | -       |
| 2007      | Aalesunds FK    | Tippeligaen      | 26 matchs / 1 but  | ?                 | -                     | -       |
| 2008      | Aalesunds FK    | Tippeligaen      | 9 matchs / 1 but   | ?                 | -                     | -       |
| 2008-2009 | FC Nordsjælland | SAS Ligaen       | 30 matchs / 1 but  | ?                 | 4 matchs / 1 but (C3) | -       |
| 2009-2010 | FC Nordsjælland | SAS Ligaen       | 26 matchs          | ?                 | -                     | -       |
| 2010-2011 | FC Lucerne      | Super League     | 11 matchs / 1 but  | 2 matchs          | 1 match (C3)          | -       |
| 2011-2012 | FC Lucerne      | Super League     | -                  | -                 | -                     | -       |
| 2011-2012 | SC Kriens       | Challenge League | 3 matchs           | -                 | -                     | -       |
| 2012-2013 | FC Midtjylland  | SAS Ligaen       | 9 matchs           | 1 match           | -                     | -       |

Dernière mise à jour le 11 mai 2013